# DR-Baureihe 99.10
Die Baureihe 99.10, der Deutschen Reichsbahn für die Pfalzbahn war eine Heißdampfausführung der PtS 3/3 N.

## Geschichte
Das erhöhte Verkehrsaufkommen auf den Vorderpfälzischen Strecken der meterspurigen Bahnen in den 1920er Jahren der ehemals Königlich Bayerische Staatsbahn erforderte eine weitere Bestellung von Trambahn-Lokomotiven. Im Gegensatz zu den zuletzt gelieferten Maschinen der Typen L 1 bzw. PtS 3/3 N wechselte man nun zur Bauweise der Heißdampfausführung.

## Beschaffung
Im Jahre 1923 wurden von der Deutschen Reichsbahn Gesellschaft bei der Fa. Krauss drei Maschinen bestellt, welche mit den Werksnummern 7987 bis 7989 geliefert wurden. Bei ihrer Auslieferung erhielten sie noch die pfälzischen Nummern XXXI bis XXXIII und wurden nach dem bayerischen System als Pts 3/3 H bezeichnet. Erst im Jahr 1924 erhielten sie dann die Reichsbahn-Nummern 99 101 bis 99 103.

## Einsatzgebiet
Eingesetzt wurden die Maschinen auf den pfälzischen Lokalbahnen im Raum Ludwigshafen am Rhein (Ludwigshafen-Dannstadt, Ludwigshafen–Frankenthal und Frankenthal–Großkarlbach) und der Lokalbahn Speyer–Neustadt.

## Verbleib
Im Unterhaltungsbestand der französischen Besatzungszone werden 1948 für das Ausbesserungswerk Friedrichshafen – dort wurden alle Schmalspurlokomotiven der französischen Besatzungszone zusammengezogen – die Loks mit den Nummern 99 101, 99 102 und 99 103 geführt.
Die Loks wurden am 19. April 1956 und am 16. August 1957 ausgemustert.

## Konstruktion

### Rahmen
Die Lokomotiven hatten einen genieteten Blechkastenrahmen. Wie bei den Lokomotiven der Fa. Krauss üblich lag auch hier der Wasserkasten mit einem Fassungsvermögen von 2,0 m³ Wasser innerhalb des Rahmens. Der Rahmen hatte Querversteifungen an Zugkasten und Pufferbohle.

### Kessel
Die Lokomotiven hatten einen zweischüssigen, genieteten Langkessel mit einem Dampfdom auf dem zweiten Schuss. Der Kesseldruck betrug 12 atü.

### Steuerung
Im Gegensatz zu den Vorgängermodellen wechselte man bei dieser Type von der Allan- auf eine außenliegende Heusinger-Steuerung.

### Bremse
Eingebaut waren Saugluftbremsen der Bauart Körting sowie Wurfhebelbremsen.

### Aufbau
Im Gegensatz zu den Nassdampfexemplaren der Vorgängerbaureihe L 1 erstreckte sich der Kastenaufbau nicht mehr über die ganze Loklänge, sondern die Rauchkammer mit Schornstein war ausgenommen, ebenso war an der Führerhausrückseite ein Kohlenkasten angebracht.

### Vorräte
Mitgeführt wurden von den Lokomotiven 2,0 m³ Wasser und 1,2 t Kohle.

## Lokomotivnummern
| Herstelldaten | Herstelldaten | Herstelldaten | Herstelldaten | Nummern je Epoche      | Nummern je Epoche      | Nummern je Epoche | Nummern je Epoche | Zusatzinformationen | Zusatzinformationen |
| Lfd. Nr.      | Her- steller  | Bau- jahr     | Fabr.- nummer | Pfalzbahn / K.B.Sts.B. | Pfalzbahn / K.B.Sts.B. | DR Betriebs-Nr.   | DR Betriebs-Nr.   | Ausge- mustert      |                     |
|               |               |               |               | Bahn-Nr.               | Name                   | (vorläufig)       | (endgültig)       |                     |                     |
| ------------- | ------------- | ------------- | ------------- | ---------------------- | ---------------------- | ----------------- | ----------------- | ------------------- | ------------------- |
| 1             | Krauss        | 1923          | 7987          | XXXI                   |                        | 99 101            | 99 101            | 18.4.1956           |                     |
| 2             | Krauss        | 1923          | 7988          | XXXII                  |                        | 99 102            | 99 102            | 10.8.1957           |                     |
| 3             | Krauss        | 1923          | 7989          | XXXIII                 |                        | 99 103            | 99 103            | 10.8.1957           |                     |